# Away From Home
«Away from Home» (en español: Lejos de Casa) es una canción de eurodance del músico nigeriano Dr. Alban. Fue lanzada en mayo de 1994 como el segundo sencillo de su tercer álbum de estudio: Look Who's Talking.
En comparación con los sencillos anteriores, la canción tuvo un éxito menor; pero logró alcanzar el número 2 en Finlandia, el 5 en España, el 12 en Austria, 13 en Dinamarca y el 17 en Suiza. En el Reino Unido alcanzó el puesto 42 y en el Eurochart Hot 100 el número 25 en agosto.

## Historia
Entró en la lista europea de airplay Border Breakers en el número 21, el 25 de junio de 1994 debido a la reproducción de crossover en West Central-, East Central-, North- y South-Europe, y el 23 de julio alcanzó el número 5.

## Videoclip
El vídeo musical fue dirigido por Jonathan Bate, el mismo que antes hizo Look Who's Talking.
Dr. Alban camina por Estocolmo y recuerda su vida en Oguta, el pueblo de Nigeria donde nació. Rememora la población negra, jugar fútbol en su infancia y tener un pato como mascota, comparando la cómoda ostentación sueca con la alegre sencillez de su patria.
Fue subido a YouTube de manera oficial en marzo de 2011 y contaba más de 3.5 millones de visualizaciones en noviembre de 2021.

## Posicionamiento en listas
| Listas (1994)                                                | Posición más alta |
| ------------------------------------------------------------ | ----------------- |
| Australia (ARIA)                                             | 92                |
| Austria (Ö3 Parte superior de Austria 40)                    | 12                |
| Bélgica (VRT Parte superior 30 Flanders)                     | 17                |
| Dinamarca (IFPI)                                             | 13                |
| Europa (Eurochart Caliente 100)                              | 25                |
| Finlandia (Suomen virallinen lista)                          | 2                 |
| Alemania (Gráficos de Control de los Medios de comunicación) | 25                |
| Países Bajos (Parte superior holandesa 40 Tipparade)         | 2                 |
| Países Bajos (Mega Single Top 100)                           | 45                |
| Escocia (Compañía de Gráficos Oficiales)                     | 53                |
| España (AFYVE)                                               | 5                 |
| Suecia (Sverigetopplistan)                                   | 24                |
| Suiza (Schweizer Hitparade)                                  | 17                |
| Reino Unido (Compañía de Gráficos Oficiales)                 | 42                |
| Baile de Reino Unido (Compañía de Gráficos Oficiales)        | 29                |
| Baile de Reino Unido Singles (Semana de Música)              | 29                |